# Жуківська сільська рада (Буринський район)
Жу́ківська сільська́ ра́да — колишній орган місцевого самоврядування в Буринському районі Сумської області. Адміністративний центр — село Жуківка.

## Загальні відомості
- Населення ради: 803 особи (станом на 2001 рік)

## Населені пункти
Сільській раді були підпорядковані населені пункти:
- с. Жуківка
- с. Кубракове
- с. Нотаріусівка
- с. Тимофіївка

## Склад ради
Рада складалася з 12 депутатів та голови.
- Голова ради: Козаков Григорій Миколайович
- Секретар ради: Дубіна Ольга Анатоліївна

### Керівний склад попередніх скликань
| Прізвище, ім'я, по батькові  | Основні відомості                                                                                  | Дата обрання | Дата звільнення |
| ---------------------------- | -------------------------------------------------------------------------------------------------- | ------------ | --------------- |
| Козаков Григорій Миколайович | Сільський голова, 1962 року народження, освіта вища, член Всеукраїнського об'єднання «Батьківщина» | 26.03.2006   | 31.10.2010      |
| Козаков Григорій Миколайович | Сільський голова, 1962 року народження, освіта вища, безпартійний                                  | 31.10.2010   |                 |

Примітка: таблиця складена за даними сайту Верховної Ради України